# Singolare (album)
Singolare è il ventinovesimo album in studio della cantante italiana Mina, pubblicato nell'ottobre 1976 dalla PDU con distribuzione EMI Italiana.

## Descrizione
Inizialmente parte di un doppio con Plurale, poi venduto anche singolarmente.
L'edizione con i due LP presenta una sovra copertina realizzata in carta da pacchi, che aperta mostra una foto 70x100cm della cantante, ritoccata da Piero Crida, in cui la testa e una mano (con 6 dita!) sono inseriti in un busto azzurro. Le foto di Mauro Balletti NON sono scattate direttamente a Mina, ma alla sua immagine riflessa allo specchio.
Nel 2015 è stato rieditato e rimasterizzato in versione doppio vinile a tiratura limitata di mille copie (Parlophone 54196560614). Intitolato Singolare & Plurale, presenta una copertina apribile con all'interno due foto aggiuntive della cantante, tratte dal medesimo servizio del 1976 e rimaste inutilizzate. Le due buste interne riproducono, con una grafica leggermente modificata per i retro, le copertine originali dei due LP.
Singolarmente l'album esiste su LP, musicassetta (PDU PMA 667) e CD (PDU 7906922); rimasterizzato nel 2001 (EMI 5354512). Del 1977 è la ristampa dell'LP per il mercato spagnolo (Odeon C062-99133).
Oltre al singolo di maggio con due brani in anteprima, a scopo promozionale viene estratto dall'album anche un 45 giri (fuori commercio) per jukebox, con Ancora dolcemente/Cablo (PDU PA JB 140). Degli stessi brani esiste una versione remix su vinile 12" a 45 giri per il mercato francese (Pathé C052-98.564y).
Ancora una volta i due LP insieme scalano le classifiche: raggiungendo il decimo posto nella classifica annuale degli album più venduti del 1977 e anche la prima posizione in quella settimanale durante lo stesso anno.

## I brani
- Sognando
Già proposta dall'autore Don Backy nel 1973 con il titolo Sognando fumo.

Il brano è stato eseguito da Mina anche dal vivo nel suo ultimo concerto.
Mina la incide nel 1976 in francese con titolo À cœur ouvert e testo di Pierre Delanoë, ma rimarrà inedita fino alla pubblicazione sul CD Je suis Mina del 2011.
- Devo dirti addio
Cover con il testo italiano di Bruno Lauzi dell'originale in portoghese Pra dizer adeus di Edu Lobo (musica) e Torquato Neto (testo), successo nel 1966 della cantante Elis Regina.

- L'ultima volta
Incisa dall'autore e pubblicata a giugno del 1976 sul lato B del singolo con Io camminerò (poi entrambe inserite nell'album Io camminerò), cronologicamente poco prima delle esecuzioni di Mina degli stessi brani.

- Terre lontane
Collabora a testo e musiche il noto giornalista sportivo Bruno Longhi, all'epoca impegnato in campo musicale come bassista.

Canzone già incisa da Mino Reitano in un suo singolo del 1975.
- Ancora dolcemente
Come accaduto per Sognando, anche la versione in francese di questo brano, con titolo Les mauvais jours e testo di Pierre Delanoë, rimarrà inedita fino alla pubblicazione sul CD Je suis Mina del 2011.

La corrispondente versione in inglese Where Would I Be Without Your Love? (testo di Norman Newell), viene invece distribuita nel 1978 sull'LP Mina solo nel Regno Unito e poi nel 2011 sul CD internazionale I Am Mina.
- Io camminerò
Canzone di Umberto Tozzi, portata al successo nello stesso anno da Fausto Leali (singolo e album) e dall'autore (album Donna amante mia). Nella versione di Mina sono presenti numerose variazioni del testo.

- Cablo
Il titolo è l'abbreviazione di cablogramma e il brano ha il testo scritto nello stile tipico dei telegrammi.

## Tracce
Lato A
1. Sognando – 4:05 (Don Backy; edizioni musicali PDU/Alfiere)
2. Devo dirti addio (Pra dizer adeus) – 3:58 (testo: Bruno Lauzi – musica: Edu Lobo; edizioni musicali D.R.)
3. Colpa mia – 4:02 (testo: Gian Pieretti – musica: Roberto Soffici, Simon Luca; edizioni musicali PDU/Alfiere)
4. L'ultima volta – 3:10 (testo: Mamared – musica: Fausto Leali; edizioni musicali PDU/Vittoria)
5. Terre lontane – 4:05 (testo: Ermanno Capelli, Bruno Longhi – musica: Franco e Mino Reitano, Bruno Longhi; edizioni musicali PDU/Fiumara)

Lato B
1. Ancora dolcemente – 4:55 (testo: Paolo Cassella – musica: Fabio Massimo Cantini, Luigi Lopez; edizioni musicali PDU/RCA)
2. Io camminerò – 4:25 (Umberto Tozzi, Giancarlo Bigazzi; edizioni musicali April)
3. Triste – 5:35 (testo: Antonio Amurri – musica: Gianni Ferrio; edizioni musicali PDU/Curci)
4. Cablo – 3:30 (testo: Camillo Castellari – musica: Corrado Castellari; edizioni musicali PDU)
5. Nuda – 4:00 (Don Backy; edizioni musicali PDU/Alfiere)

## Arrangiamenti e direzione d'orchestra
- Pino Presti - Sognando, L'ultima volta, Io camminerò, Nuda
- Gianni Ferrio - Devo dirti addio e Triste
- Roberto Soffici e Simon Luca - Colpa mia
- Tony Mimms - Ancora dolcemente
- Massimo Salerno - Cablo

Tecnico del suono: Nuccio Rinaldis